# Kroniky hladového města
Kroniky hladového města (v anglickém originále Mortal Engines Quartet) je fantasy sága britského autora Philipa Reevea. První kniha série Smrtelné stroje vypráví o dvou mladých dobrodruzích Tomovi a Hester, kteří žíjí ve světě pohyblivých měst, kde neplatí žádné zákony.
Původními hlavními vydavateli knih byla Scholastic Press. Od té doby knihy vydala celá řada dalších vydavatelství po celém světě. První knihou pro starší byla publikace Smrtelné stroje, za niž získal cenu Nestlé Smarties Book Prize. Za poslední knihu A Darkling Plain (česky Potemnělá pláň) získal cenu deníku The Guardian za dětskou fantastiku.
Knižní série byla v roce 2018 zfilmována ve snímku Smrtelné stroje.

## Knihy
- Mortal Engines (2001), česky Smrtelné stroje (2005)
- Predator's Gold (2003), česky Pomsta jednooké letkyně (2006)
- Infernal Devices (2005), česky Pekelné vynálezy (2009)
- A Darkling Plain (2006), česky Potemnělá pláň (2020)
- Night Flights (2018)[5][6]